# Aron Andersson (konsthistoriker)
Aron Andersson, född 14 maj 1919 i Stockholm, död 1984, var en svensk konsthistoriker.
Andersson var 1952–1983 anställd vid Statens historiska museum där han var avdelningsdirektör från 1975. Han erhöll 1983 professors namn. Efter sin disputation 1949 publicerade han en mängd uppmärksammade arbeten om svensk medeltida konst, bland annat silversmide, glasmåleri och träskulptur. Bland hans populärvetenskapliga arbeten märks främst Från Augustinus till Dante (1967).